# Eucanthus greeni
Eucanthus greeni là một loài bọ cánh cứng trong họ Geotrupidae. Loài này được Robinson miêu tả khoa học năm 1948.